# Maradékgáz-analizátor

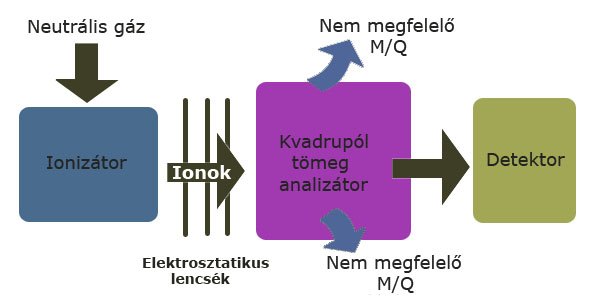
Maradékgáz-analizátor elvi vázlata

A maradékgáz-analizátor (nemzetközi rövidítésben RGA – residual gas analyzer) egy speciális spektrométer, amely olyan gázok kémiai összetételét vizsgálja, melyek alacsony nyomásnak vannak kitéve. Az RGA tulajdonképpen a gáz különféle összetevőit ionizálja, majd meghatározza a töltésmennyiség/tömeg hányadost. A folyamat vákuumban nagyobb hatásfokkal megy végbe, ahol a zavaró tényezők és a szennyeződések a rendkívül kis nyomás miatt könnyebben kiküszöbölhetők.
Az RGA jelentősége többek közt az, hogy:
- segít analizálni a különféle gázfázis-reakciókat
- lehetővé teszi a gáz számos állapotában történő minőségi és mennyiségi elemzést.

Az ilyen jellegű információk más módszerekkel rendszerint nem vagy csak kis hatékonysággal lennének feltárhatók. Az RGA öt főbb részegységgel rendelkezik:
- Ionizáló
- Elektrosztatikus lencsék
- Szűrők és tömeganalizátor
- Iondetektor
- Tömegspektrométer

Az RGA működése fogalmilag meglehetősen egyszerű, bár matematikailag levezetni a kvadrupól tömeganalizátor elvi működését, illetve a részfolyamatok értelmezését, azt bonyolulttá teheti. A metódus folyamatában először a semleges gázatomok (vagy molekula) pozitív töltésű kationokká alakulnak át, egy finoman szabályzott elektromos potenciált generáló kompartmentben. Ezen ionokat később egy sor ún. elektrosztatikus lencse gyorsítja fel és koherenssé alakítja, mintegy 20 eV nagyságú ionáramot képezve. Ez belép az ún. kvadrupól tömeganalizátor régióba, amely tulajdonképpeni szűrőként működik. Az ionok jelentős hányada átjut ezen a részen, azon része amelyik nem, semlegessé válik és a falon kívül kerül. Az ionáram, amelyik áthalad ezen a részen, egy Faraday-pohár révén koncentrálódik vagy egy másodlagos elektronsokszorozó fogja fel (channeltron). Ez nagyban felerősíti az ionáramból származó jelet, következésképp növeli az RGA érzékenységét. Megfelelő tömeg / töltésmennyiség arányt kiválasztva, a vizsgálat során azonnal lehet következtetni az RGA ionizáló régiójában lévő molekulák mennyiségére. 

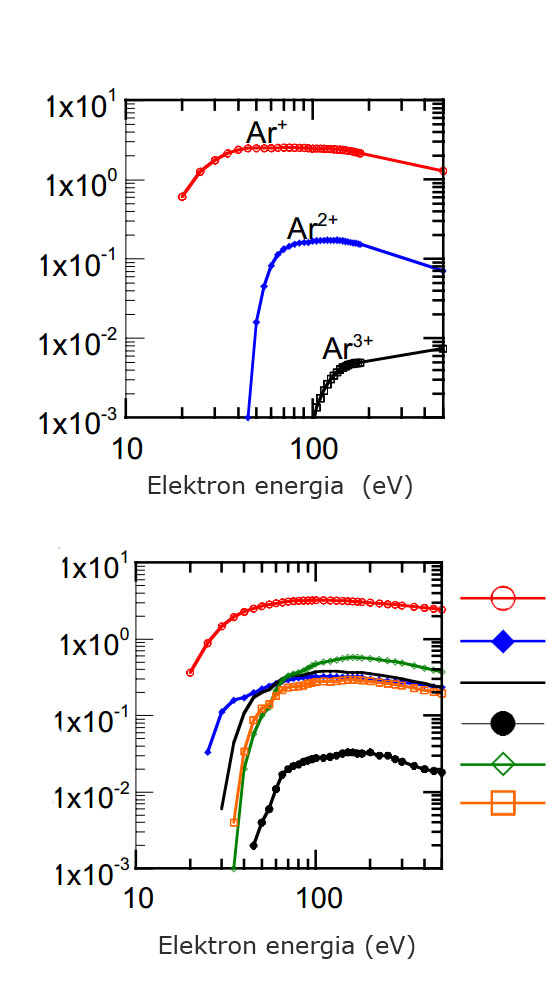
Elektron-molekula ütközés ionizációs hatáskeresztmetszete argon és szén-tetrafluorid esetén

## Ionizáló régió
Az ionizáló régió rendszerint négy alapvető elemből tevődik össze. [1] Elektródszálak, [2] Elektrosztatikus sapka (amelyet általában dróthálóból készítenek, ezzel állandó elektromos teret fenntartva az ionizátor belsejében /extraktror). [3] Szigetelő foglalatok [4] Elektrosztatikus lencse. Az egész szerkezetet szintén egy Faraday-pohár (árnyékoló hatás) övezi, hogy a külvilágból származó, zavaró elektromos hatásoktól a készüléket megóvja. Az elektródszálak úgy helyezkednek el a csúcsi lemez alatt, hogy az izzó szálak elkülönüljenek a többi kompartmenttől. A szálak elektromos tér hatására történő izzása során ún. termionikus emisszió révén elektronok lépnek ki az elektródszálról. Ez mindinkább intenzívebbé válik a magasabb (> 1000 Co) hőmérséklet elérése során.
A szálon belül jelenlévő elektronok megnövekedett termikus energiája lehetővé teszi hogy egyre nagyobb számban kerüljenek ki az elektronok a vákuumba. Ezek a potenciálkülönbség hatására a szál mentén felgyorsulnak és arányosan akkora energiára tesznek szert, amekkora a feszültségkülönbség. Ha megfelelően nagy sebességre gyorsulnak, képesek a semleges molekulákat ionizálni. Az elektronok akkor érik el aktuális energiaszintjük legmagasabb értékét, mikor a vákuumot övező védőburkot (kosár) elérik. Összességében tehát ilyen módon az ionizátor önmagában egy elektrongenerátornak tekinthető.
Amikor a szabaddá váló elektronok a semleges atomokkal ütköznek, előfordul hogy rugalmas ütközés nyomán a molekulán irányt változtatva eltérülnek. Az energia hozzávetőleg megmarad, az irány azonban változik. Ez kémiai egyenlet formájában a következőképpen ölt formát: {\displaystyle {\ce {e^- + M-> 2e^- + M^+}}}ahol M a molekula ionizációs energiája. 
Az ionizációs folyamat jelentős energiatöbbletet igényel, amely jórészt az elektron mozgási energiájából származik. A disszociatív ionizáció folyamatát, mely kevésbé gyakori a következő egyenlet szemlélteti: 
{\displaystyle {\ce {e^- + MX -> 2 e^- + M^- + X}}}
Szemléletesen, például egy elektron és egy nitrogén molekula ütközése legalább egy tucat különféle kölcsönhatásban merülhet ki – ezek közül a vizsgálatok során legtöbbször csak a szignifikáns N+ and N2+ keletkezését figyelik. Egy elektron–molekula kölcsönhatás során létrejött reakciók bekövetkezésének valószínűségét egy elméleti megfontolás alapján írják le. Egy elektron–molekula vagy elektron–atom ütközés folyamatának beindítója nyilván egy elektron, amely többlet mozgási energiával rendelkezik. Mivel az elektronok sebessége kvázi 100× akkora mint a molekulapartneré, gyakran ez utóbbit úgy kezelik, mintha az kvázi nyugalomban lenne. Ha ennek nagy az átmérője, egy ilyen reakciónak arányosan megnő a valószínűsége. 
| Atom      | 1. ionizációs e. (eV) | 2. ionizációs e. (eV) |  | Molekula | Képződő ion | Ionizációs potenciál (eV) |
| --------- | --------------------- | --------------------- |  | -------- | ----------- | ------------------------- |
| Hidrogén  | 13,598                | -                     |  | CF4      | C+          | 34,50                     |
| Hélium    | 24,587                | 54,416                |  |          | C           | 27,00                     |
| Bór       | 8,298                 | 25,154                |  | N2       | N           | 15,6                      |
| Szén      | 11,260                | 24,383                |  |          | N22+        | ~ 43                      |
| Oxigén    | 13,618                | 35,116                |  | Cl2      | Cl+         | 15,50                     |
| Szilícium | 8,151                 | 16,345                |  | CO2      | CO2+        | -                         |

## Elektrosztatikus lencseszerkezet
Az ionizációs kompartmentből a felgyorsított ionáram a kvadrupól tömeganalizátorba jut, ahol elektrosztatikus lencsék révén a tömeganalizátorban koncentrálódik. Mindegyik lencse egy egyszerű közepükön lyuggatott lemez. Elektromos tér hatására a generált ionok a lencsék közepén lévő lyuk felé irányulnak (lásd az ennek megfelelő Laplace-egyenletet). A lencsékben jelenlévő elektromos tér mintegy determinálja melyik ion kerül a tömeganalizátorba. Az extraktor – amely az egész teret körülveszi – egy adott nagyságú elektromos potenciált képvisel, arányosan nagyobbat, mint a gyorsítófeszültség (ez 10 – 20 V körüli). Minden egyes ion, amely pozitív elektrosztatikus potenciállal rendelkezik, meghatározott mozgási energiával is rendelkezik. A ionrégiót övező extraktor elektromos tere által generált ionok tehát a tömeganalizátorba jutnak, mégpedig egy jól meghatározott sebességgel és mozgási energiával. Az említett lencsék nélkül a felgyorsult ionok minden irányban nagyjából azonos valószínűséggel haladnak, az extraktor ezt egy irányba koncentrálja. Megjegyzendő, hogy néhány RGA két, három vagy négy extraktort is magában foglal, így még tökéletesebben képes az ionáramot fókuszálni, ezzel az optimális hatásfokot létrehozni.

## Tömeganalizátor (kvadrupól tömeganalizátor/ szűrő és mágneses szűrő)
A már korábban leírt kvadrupól tömeg analizátor négy karból (elektród) áll, amelyek ellentett pólusai egymásnak. A karok szűrőegység centrumában nagyjából hiperbolikus konfigurációban vannak elhelyezve. A megfelelő elméleti alapokat az ún. Mathieu-egyenletek szolgáltatják, de számos ide kapcsolódó leírás található P. H. Dawson and N. R. Whetten publikációiban. A karokra egyenáramot vagy váltakozó áramot kapcsolnak, olyan módon, hogy az egymással átlósan elhelyezkedő karok potenciálja megegyezzen. A térrészbe belépő ionok a kvadrupól elektromágneses tér hatására fajlagos tömegüktől függő pályára állnak. Ilyen módon a pozitív elektródok a pozitív ionokat taszítják. A vizsgálat során megfelelő előkészítéssel elérhető, hogy csak bizonyos M/Q értékkel rendelkező ionok jussanak át a térrészen, míg a többi semlegesítődik.

## Kapcsolódó szócikk
Tömegspektrometria